# Saint-Judoce
 Saint-Judoce (en bretó Sant-Yuzeg) és un municipi francès, situat a la regió de Bretanya, al departament de Costes del Nord. L'any 2006 tenia 495 habitants.

## Demografia
| 1962                                       | 1968 | 1975 | 1982 | 1990 | 1999 |
| ------------------------------------------ | ---- | ---- | ---- | ---- | ---- |
| 487                                        | 485  | 430  | 420  | 422  | 443  |
| Des de 1962: població sense dobles comptes |      |      |      |      |      |

## Administració
| Període   | Identitat   | Partit |
| --------- | ----------- | ------ |
| 2001-2008 | André Nivol |        |
| 2008-     | Louis Bouan |        |